# Rangaku

Japonské znaky pro "rangaku".

Rangaku (蘭学, doslova „holandská studia“) a následně jógaku (洋学, yōgaku, „západní učení“) je soubor znalostí, které Japonsko získalo díky kontaktům s nizozemskou enklávou na ostrově Dedžima. Japonsku to umožnilo alespoň částečně držet krok s rozvojem západních technologií a medicínou v období, kdy byla země cizincům uzavřena (sakoku).
Díky rangaku se někteří lidé v Japonsku mohli seznámit s mnoha aspekty vědecké a technologické revoluce, která v té době v Evropě probíhala. Následně tak pomohli v zemi vybudovat počáteční vědeckou základnu, což pomáhá vysvětlit úspěch radikální a rychlé modernizace Japonska po nuceném otevření země v roce 1854.

## Historie
Námořníci, obchodníci, lékaři a další členové lodních posádek Nizozemské východoindické společnosti byli jedinými Evropany, kteří od roku 1640 směli v Japonsku přistát (a to pouze v Nagasaki, na umělém ostrově Dedžima). Jejich pobyt byl z japonské strany pečlivě monitorován, záznamy o nich se vedly ale i na holandské straně (tzv. „dagh register“). Vedoucí (opperhoofd) místní faktorie (factorij) musel jednou ročně (od roku 1790 pak každé čtyři roky) cestovat do Eda, aby vyjádřil úctu šógunovi.
Poté, co se v 18. století začalo rozvíjet studium nizozemského jazyka a písma, začaly vznikat překlady i mimo oficiální tlumočnické kruhy v Nagasaki. Kromě toho se do země od 17. století dovážely lékařské nástroje, destilační přístroje, lupy, mikroskopy, dalekohledy, hodiny, olejomalby a mnoho dalších užitečných přístrojů či kuriózních rarit.
Prostřednictvím „zrzavých“ (kōmōjin) se tak Japonci dozvídali o úspěších průmyslové a vědecké revoluce na Západě. Nizozemci také bakufu každoročně písemně informovali o politických událostech ve světě. Politické zprávy ze západu se ale do Japonska často dostávaly se zpožděním nebo zkreslené. Například o americké či francouzské revoluci nebo o napoleonské invazi do Holandska Nizozemci informovali opožděně tak, aby bylo možné utajit skutečnost, že si občas museli pronajímat americké lodě.

### Začátky (1640-1720)
V první fázi rangaku probíhal přenos znalostí selektivně a s různými omezeními. Po vyhnání posledních Portugalců (南蛮人, nanbanjin) v roce 1639 a potlačení japonského křesťanství byly západní i čínské knihy s křesťanským obsahem přísně zakázány. Do země se ale díky tolerancí japonských úřadů nadále dostávala lékařská, astronomická a jiná vědecká díla. Zároveň si vlivní lidé z okolí šógunátu na Holanďanech často vyžádali odborné knihy, ale i nejrůznější přístroje, obrazy, léky či např. semena v Japonsku exotických rostlin. Ke všem takovým artefaktům si žádali i odpovídající komentář. Ten překládali oficiální japonští překladatelé v Dedžimě. Na jejich bedrech bylo vypracovat pro zadavatele žádanou zprávu.
Během svých pravidelných každoročních cest do Eda museli Holanďané také poskytovat celou řadu informací hodnostářům bakufu. Ty byly zaznamenávány a opakovaně kontrolovány. Poté, co lipský chirurg Caspar Schamberger během svého desetiměsíčního pobytu v Edu roku 1650 ohromil Japonce svými léčebnými postupy, stal se pro Japonce vyhledávaným zdrojem informací. Mnohé zápisky japonských tlumočníků z rozhovorů s ním se až do 19. století dále ručně opisovaly a šířily po celé zemi. První knihy o chirurgii „zrzavých“ se nicméně objevily již v 17. století.

### Větší rozšíření (1720–1839)
Až do uvolnění omezení dovozu cizích knih za šóguna Jošimune Tokugawy roku 1720 bylo osvojování nizozemštiny a zpracování západních textů doménou japonských tlumočníků na obchodní stanici Dedžima. Díky Jošimuneho podpoře se znalost nizozemštiny ale rozšířila i mezi zájemce z celého Japonska.
V prvotní fází izolační politiky (sakoku) se bakufu nutně nebránilo zavádění různých druhů západní vzdělanosti, nicméně se obávalo šíření křesťanství. V ústředních vládních kruzích tento shovívavý postoj poprvé zaujal Hakuseki Arai. Ten měl mimo jiné příležitost vyslechnout italského misionáře Giovanniho Battistu Sidottiho, který byl zajat, když se navzdory zákazu pokusil proniknout do Japonska. Hakuseki došel k závěru, že poznatky západní vědy, které mu Sidotti odhalil, jsou vysoce pokročilé a mohly by být užitečné celému Japonsku. Křesťanství však odmítl jako holý nesmysl. Přijal tedy západní vědy, ale odmítl křesťanství. On sám k tomu napsal:
| „                                                                               | Obecně je tento muž (Sidotti) mužem rozsáhlých znalostí a dobré paměti. Zdá se, že byl vzdělán v mnoha oborech. Jeho znalosti v astronomii a geografii jsou obzvláště hluboké a zdají se být nesrovnatelné s našimi... Co se týče kázání (křesťanství), ani jedno slovo neukazuje na Cestu. Jeho prozíravost se náhle změnila v bláhovost. Měl jsem pocit, jako bych hovořil se dvěma zcela odlišnými osobami. Teď si uvědomuji, že učení v západních zemích je pokročilé pouze ve vnějších aspektech a v praktických záležitostech. Jinými slovy, zabývá se výlučně věcmi fyzickými, ale nikoliv metafyzickými. | “ |
| — Hakuseki Arai, Seiyo kibun, upraveno Tsunetsugu Muraoka, Tokio, 1942, p.22-24 | |   |

Nagasaki bylo i nadále místem, kde bylo možné se seznámit s lidmi a předměty z asijských i západních zemí a v krátkém čase nashromáždit množství informací ze zahraničí. Do Nagasaki se tak vydávali japonští učenci na studijní pobyty (長崎遊学, Nagasaki yūgaku). Sbírky a znalosti tlumočníků byly proto vysoce ceněny. O domě tlumočníka a lékaře Kógjú Jošio alias Kósaku s „holandským sálem“ (oranda jašiki) a cizokrajnými rostlinami se vyprávělo v celém Japonsku.

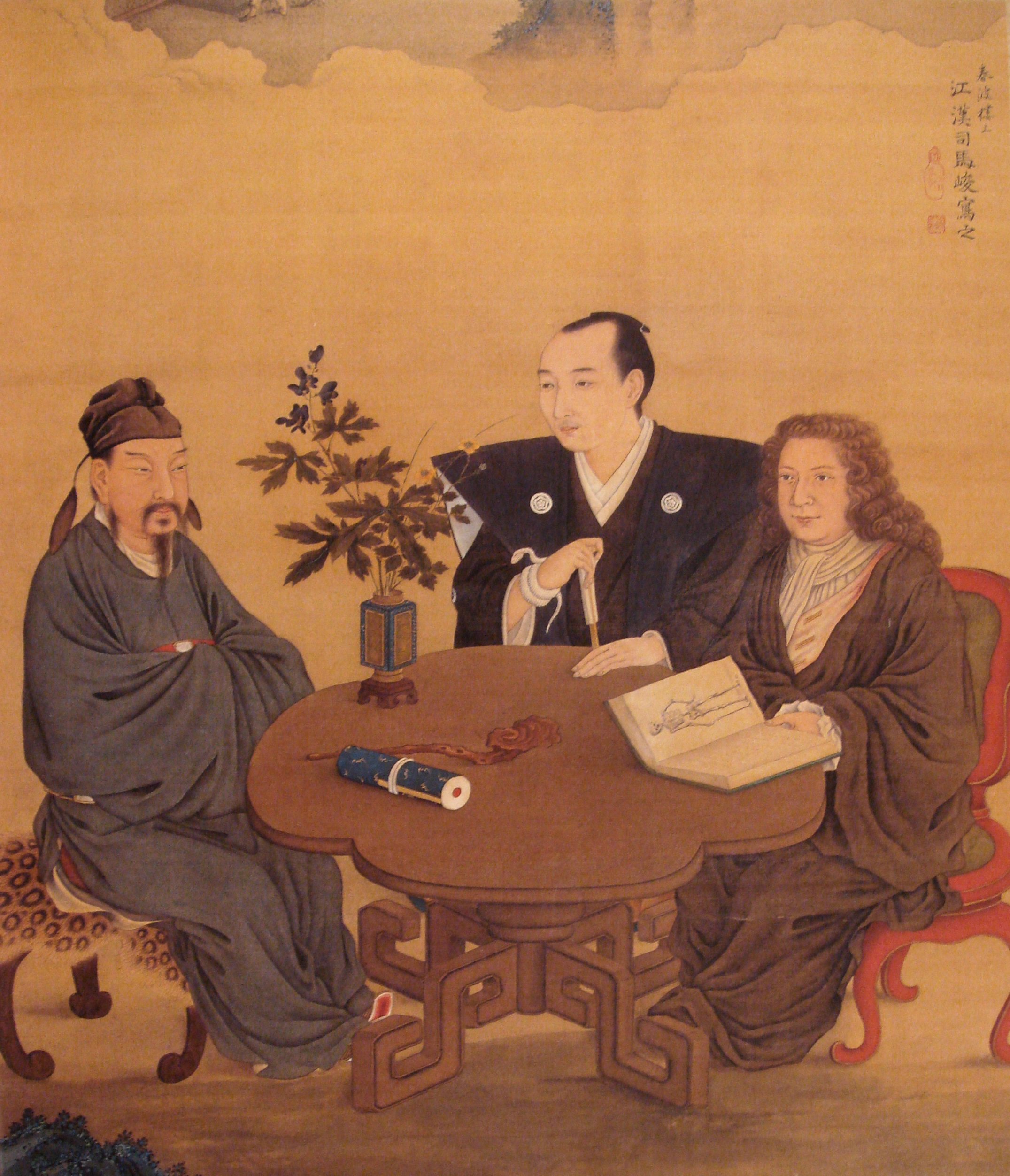
Setkání Japonska, Číny a Západu (konec 18. nebo začátek 19. století). Kókan Šiba.

V 18. století hrály důležitou roli při šíření znalostí také ručně psané kopie. Začalo se však objevovat čím dál více tištěných děl zabývajících se technikou a vědou na Západě. Známým dílem byla práce Chúrjó Morišimy (森嶋 中良, 1754-1808) z roku 1787. Tehdy vydal pojednání „Různé rozhovory o „Zrzavých“ (紅毛雑話, Kōmō zatsuwa), které představuje výdobytky západní civilizace, jakými byl mikroskop nebo horkovzdušný balón. Popisuje také některé lékařské terapie, malířské techniky, tisk na měděné desky, stavbu velkých lodí, elektrické přístroje a aktualizuje japonské geografické znalosti.
V letech 1798-1799 vyšlo třináct svazků prvního nizozemsko-japonského slovníku Haruma wage (波留麻和解). Ten vycházel ze „Slovníku dolnoněmeckých a francouzských jazyků“ (Woordenboek der Nederduitsche en Fransche taalen) Françoise Halmy a obsahoval 64035 hesel. Toto velké dílo vytvořil japonský lékař a učenec Sampaku Inamura (1758-1811) s pomocí Genzuiho Udagawy (宇田川 玄隋; 1755-1797) a Hosecu Okady (岡田 甫説). Všichni tři byli žáky lékaře a učence Gentaku Ócuki (大槻 玄澤;1757-1827).
V letech 1804-1829 otevřel šógunát školy po celé zemi, jejichž prostřednictvím se nové myšlenky dále šířily. Přestože Evropané na Dedžimě byli nadále sledováni, docházelo k častějším kontaktům s japonskými učenci a dokonce i se zainteresovanými japonskými daimjó, jako byli Matsura Kijoši, Šimazu Šigehide, Okudaira Masataka, Hotta Masajoši, Nabešima Naomasa a další. Obzvláště silný vliv si získal německý lékař a badatel Philipp Franz von Siebold, když dokázal na pozemku ve vesnici Narutaki u Nagasaki zřídit dům, kde léčil pacienty a školil japonské studenty v západní medicíně. Na oplátku mu tito studenti a mnoho jeho kontaktů pomohli vybudovat rozsáhlou sbírku místních přírodovědných poznatků. Ve výuce západní medicíny mladý Siebold sotva překonal úroveň svých předchůdců. V Narutaki však měli jeho studenti dostatek příležitostí pozorovat způsob práce a myšlení evropského učence při otevírání nových oblastí poznání. To se ukázalo jako mnohem významnější. Studenti jako Itō Keisuke (1803-1901), Takano Chōei (1804-1850), Ninomiya Keisaku (1804-1862), Mima Junzō (1795-1825) a Taka Ryōsai (1799-1846) se později významně podíleli na intelektuálním otevření se Japonska.

#### Způsoby získání západních znalostí
| Níže uvedená tabulka ilustruje zdroje informací pro různé oblasti v období vlády šóguna Jošimune Tokugawy. \| \| Rozhovory s návštěvníky z Holandska \| Vyslání do Nagasaki \| Vyžádání reportu od úředníků z Nagasaki [a] \| Import do Japonska \| Vyžádání si přítomnosti holandských odborníků \| Vyžádání si přítomnosti specialistů z Nagasaki \| \| ----------- \| ----------------------------------- \| ------------------- \| ------------------------------------------- \| ------------------ \| --------------------------------------------- \| ---------------------------------------------- \| \| Astronomie \| X [b] \| X \| X \| X [c] \| \| X [d] \| \| Hodiny \| X \| \| X \| X \| X \| \| \| Geografie \| X \| X \| X \| \| \| \| \| Stavba lodí \| X \| \| X \| \| \| \| \| Požárnictví \| X \| \| X \| X \| \| \| \| Koně \| X \| \| X \| X [e] \| \| \| \| Lékařství \| X [f] \| \| X \| \| X [g] \| \| \| Malba \| \| \| X \| X [h] \| \| \| \| Zvířata \| X \| \| X \| X [i] \| \| \| \| Rostliny \| X \| \| X \| X [j] \| \| \| \| Jídlo \| X [k] \| \| X \| \| \| \| Vysvětlivky 1. 2. 3. 4. 5. 6. 7. 8. 9. 10. 11. |                                     |                     |                                         |                    |                                               |                                                |
| | Rozhovory s návštěvníky z Holandska | Vyslání do Nagasaki | Vyžádání reportu od úředníků z Nagasaki | Import do Japonska | Vyžádání si přítomnosti holandských odborníků | Vyžádání si přítomnosti specialistů z Nagasaki |
| Astronomie | X                                   | X                   | X                                       | X                  |                                               | X                                              |
| Hodiny | X                                   |                     | X                                       | X                  | X                                             |                                                |
| Geografie | X                                   | X                   | X                                       |                    |                                               |                                                |
| Stavba lodí | X                                   |                     | X                                       |                    |                                               |                                                |
| Požárnictví | X                                   |                     | X                                       | X                  |                                               |                                                |
| Koně | X                                   |                     | X                                       | X                  |                                               |                                                |
| Lékařství | X                                   |                     | X                                       |                    | X                                             |                                                |
| Malba |                                     |                     | X                                       | X                  |                                               |                                                |
| Zvířata | X                                   |                     | X                                       | X                  |                                               |                                                |
| Rostliny | X                                   |                     | X                                       | X                  |                                               |                                                |
| Jídlo | X                                   |                     | X                                       |                    |                                               |                                                |

#### Rangaku Juku
Pojem Ragnaku Juku (蘭学塾) se používal jako obecné označení škol pro výuku holandských studií. Široké rozšíření západní literatury za šóguna Jošimuneho umožnilo mnoha Japoncům, aby západní vědy začali studovat sami. Po celé období sakoku hrálo město Nagasaki se svými nizozemskými obyvateli a japonskými tlumočníky roli neoficiálního vzdělávacího centra pro mnoho lidí. Velké procento význačných japonských učenců alespoň jednou Nagasaki navštívilo, aby studovali holandský jazyk či medicínu nebo aby se prostřednictvím holandských obchodníků seznámili s mravy a zvyky obyvatel Západu z první ruky. Návštěva Nagasaki se pro izolované Japonce téměř rovnala cestě do zahraničí.
Za liberální, i když ne příliš pozorné správy v čele s hlavním ministrem Okitsugu Tanumou, který byl v úřadu s přestávkami v letech 1767-1787, lidé dychtivě vyhledávali různé produkty z Holandska. Holandské knihy se dovážely v takovém množství, že si je mohli pořídit i prostí lidé. Z takového všeobecného zájmu o západní záležitosti se objevili lidé, jejichž hlavní zájem byl čistě vědecký. Nizozemská vzdělanost v Edu změnila svou povahu z předmětu pouhé zvědavosti na záležitost vědeckou. 
Více soukromých škol pro holandská.studia bylo otevřeno spíše v Edu než v Nagasaki. Důvodem byla velká poptávka po nizozemské vzdělanosti v Edu a vznik profesionálních učitelů holandských studií. Otevírali je učenci, velmi často původem z válečnické třídy, za účelem vzdělávání lidí, kteří chtěli nastoupit do akademických profesí. Do roku 1829 existovalo po celém Japonsku celkem čtyři sta třicet sedm takových škol s největší koncentrací v Edu, Ósace a Kjótu. V roce 1853 se jejich počet zvýšil na něco málo přes tisíc.
| Poplatky za studium, školné, předpisy a metody výuky na nizozemských školách se lišily podle jednotlivých institucí. Například přijímací řád na škole Shosendo (Edo) stanovil takovéto poplatky: \| Účel \| Původní poplatek \| Poplatek v USD \| Poznámka \| \| ---------------------- \| ---------------- \| -------------- \| --------------------------------------------- \| \| Imatrikulační poplatky \| 200 piki \| 281 \| plus učiteli dárkový vějíř \| \| Dar škole \| 100 piki \| 140,5 \| manželce učitele \| \| Poplatek \| 50 piki \| 70,3 \| synovi učitele \| \| Poplatek \| 50 piki \| 70,3 \| vedoucímu studentovi nebo asistentovi učitele \| \| Poplatek \| 200 piki \| 281 \| instituci \| \| Poplatek \| 50 piki \| 70,3 \| služebnictvu \| Všechny výše uvedené poplatky byl student povinen zaplatit při přijetí do instituce. |                  |                |                                               |
| Účel | Původní poplatek | Poplatek v USD | Poznámka                                      |
| Imatrikulační poplatky | 200 piki         | 281            | plus učiteli dárkový vějíř                    |
| Dar škole | 100 piki         | 140,5          | manželce učitele                              |
| Poplatek | 50 piki          | 70,3           | synovi učitele                                |
| Poplatek | 50 piki          | 70,3           | vedoucímu studentovi nebo asistentovi učitele |
| Poplatek | 200 piki         | 281            | instituci                                     |
| Poplatek | 50 piki          | 70,3           | služebnictvu                                  |

Třídní rozvrstvení studentů bylo také odlišné. Před rokem 1830 byla hlavní část studentů z řad prostých lidí. Poté však začalo nyní mnoho domén posílat své muže do soukromých institucí, aby studovali nové techniky a vědce potřebné pro reformy na jejich území.

## Závěrečná léta (1839–1854)
Jak se rozhořela debata o vztazích Japonska se Západem, získalo rangaku také politický podtext. Většina holandských učenců (蘭学者, Rangakuša) prosazovala širší integraci západních poznatků a také liberalizaci zahraničního obchodu, aby se země technologicky posílila. Zároveň byl kladen důraz na zachování japonského ducha, který byl považován za nadřazeného. V roce 1839 však byly hlasy propagující západní znalosti nakrátko umlčeny. Tehdy se lékař a znalec holandských studií Čóei Takano (Takano Choei, 高野長英), který se dozvěděl o Morrisonově incidentu, v jedné ze svých knih ostře postavil proti ediktu o vyhánění zahraničních plavidel, který bakufu jako reakci na incident vydalo. Toto nařízení rozkazovalo vyhoštění všech neholandských lodí z japonských vod. Kontroverzní nařízení bylo pak v roce 1842 zrušeno.
Holandské vědy otevřely Japoncům cestu k mnoha novým oblastem lidského poznání. Krom lékařství to byla kartografie, botanika, newtonovská fyzika a také dokonalejší vojenská technika. Někteří učenci jako Gennai Hirata (平賀 源内) projevovali všestranný vědecký zájem, jiní šli dokonce tak daleko, že jejich názory začaly být považovány za buřičské a podvratné. Šihei Hajaši sepsal v roce 1786 „Hovory o vojenství země uprostřed moří“, byl za svoji kritiku nedostatečné obrany severních oblastí proti Rusům šógunátem uvězněn a zemřel ve vyhnanství. Tošiaki Honda (本多 利明) zpochybňoval celou politiku izolace a Nabuhito Sató (佐藤 信淵) zase prosazoval daleko centralizovanější způsob vlády. Všichni tito učenci měli ve skutečnost jen malý vliv na politický vývoj. Nicméně fakt, že v zemi byla početná skupina vzdělanců, kteří uměli holandsky a měli základní znalosti západních věd, sehrála velmi významnou roli ve druhé polovině 19. století, kdy se Japonsko rozhodlo dostihnout technicky vyspělejší Západ. 
Po otevření země a liberalizaci zahraničního obchodu v roce 1854 mělo Japonsko teoretické i technologické základy pro radikální a rychlou modernizaci. Studenti byli vysíláni do Evropy a Ameriky a západní odborníci byli zváni do Japonska jako "smluvní cizinci" (o-jatoi gaikokujin), aby vyučovali moderní vědu a technologie. Rangaku se tak stalo zastaralým.

## Nejvýznamnější obory Rangaku

### Geografie
Vliv Holanďanů na vývoj kartografie v Japonsku byl z počátku poměrně malý. Většina dovezených materiálů byla totiž určena jako dar šógunovi nebo zůstala ve vlastnictví úředníků bakufu, kteří je neměli jak využít. Na druhou stranu japonské mapy získané jezuity na konci 16. a na počátku 17. století, a mapy získané Kämpferem roku 1692, nebyly zakresleny na základě řádných měření, ale přesto byly v celkovém obrysu přesnější než většina soudobých evropských map Japonska. Ty byly získáváním těchto podkladů spíše postupně vylepšovány.
Nejstarší kartografická památka Holanďanů v Japonsku, která se dochovala i do dnešních dnů, nese všechny známky toho, že se do Země vycházejícího slunce dostala s první holandskou lodí, která kdy Japonsko navštívila (Liefde). Jedná se o námořní mapy, které se nachází v Národním muzeu v Uenu. Mapy jsou podepsány jejich sestavovatelem Cornelisem Doedtszem, který je sestavil pouhé čtyři měsíce před vyplutím lodi Liefde z Rotterdamu.

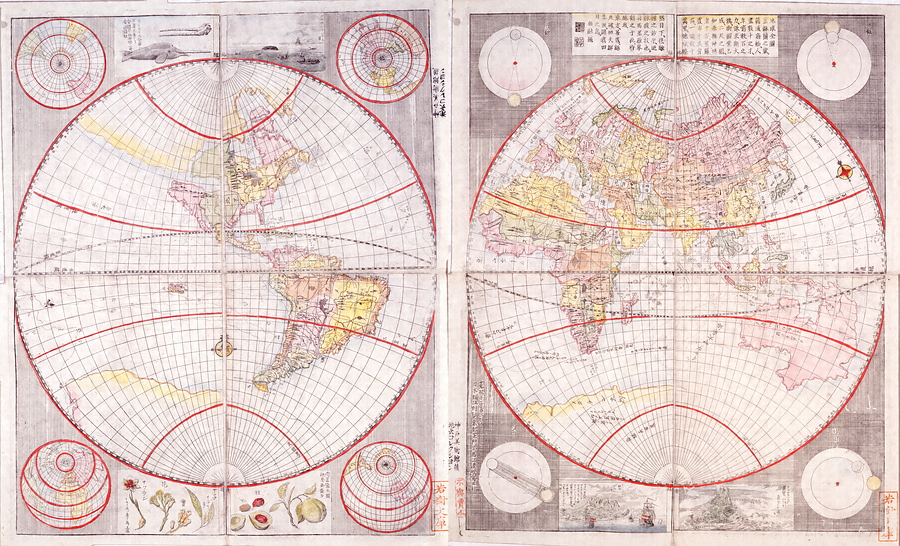
Japonská mapa světa z roku 1792. Mědirytina podle mapy světa od Guillauma de L'Isle, kterou vytvořil Šiba Kókan (1792).

Mapy samotné jsou spíše portugalského než nizozemského původu. Doedtsz ve skutečnosti neudělal nic víc, než že opsal portugalskou mapu (nebo mapy), kterou měl před sebou, stejně jako všichni ostatní nizozemští a angličtí kartografové té doby. Když roku 1609 v Japonsku přistály lodi De Griffioen a Roode Leeuw met Pijlen, byly již k dispozici jiné a čerstvější materiály. Mapy používané na těchto lodích obsahovaly již mnoho nizozemských doplňků a oprav v datech svých portugalských předchůdců.
V únoru 1648 předal Jan van Bijlen, který doprovázel „opperhoofda“ Fredericka Coyetta na každoroční misi k šógunovu dvoru v Edu, sekretáři bakufu zprávu o konstituci a postavení Spojených provincií, přičemž svůj výklad ilustroval nákresem mapy. V roce 1657 a znovu v roce 1659 předložili Holanďané mapu světa a dvě mapy oblohy. V roce 1672 pak předložil Holanďané bakufu další dvě mapy světa. Hakuseki Arai při svých rozhovorech s otcem Sidottim využil Blaeuova Atlas Maior, které vlastnil.
Jeden z prvních a také nejslavnějších japonských kartografů Ujinaga Hódžó (1610-1670) se údajně učil zásadám geometrie a zeměměřičství od holandského dělostřelce jménem Juriaen Schaedel, kterého spolu se třemi společníky v roce 1650 několik měsíců zadržovali úředníci bakufu v Edu, aby jim dával lekce z matematiky a dělostřelectví.

#### Příklady děl ovlivněných holandským učením
- Kwai-Cušo-ko od Jokena Nishikawy (西川 如見). Jedná se o dva svazky vytištěné v Kjótu roku 1695. Toto dílo je zeměpisnou encyklopedií či kompendiem a stručně popisuje polohu, obyvatele a produkty všech zemí, které Japonci v té době znali. Každé zemi je věnován samostatný odstavec včetně vzdálenosti od Japonska (uváděné v jednotce „ri“) a stručného popisu vzhledu a zvyků obyvatel každé z uvedených zemí.[11]
- Zoho Kwai-Tsušo-ko. pět svazků, vytištěných v Kjótu roku 1708. Toto vydání obsahuje třináct ilustrací, včetně hrubě tištěné mapy patnácti čínských provincií nebo čtyři celostránkové rytiny nankingských a fu-tienských džunek. Třetí a čtvrtý svazek obsahuje dvoustránkovou mapu světa, která zobrazuje Novou Guineu a Austrálii (Shin Oranda = Nové Holandsko) jako součást velkého pevninského masivu na jižní polokouli.[11] Zobrazuje také Holanďana a jeho ženu, muž je vypodobněn s neodmyslitelnou tabákovou dýmkou.
- Sankoku Tsuran Zusetsu. jeden svazek obsahující krom textu i pět rozkládacích map. Vydáno v Edu roku 1758, autorem je Šihei Hajaši (林 子平, Hayashi Shihei) ze Sendai. Toto dílo přivezl Isaac Titsigh do Evropy, který jej také přeložil do francouzštiny. Po jeho smrti se díla ujal J. Klaproth, který jej roku 1832 v Paříži vydal tiskem.
- Taisei Joči Zusecu (泰西輿地図說 Taisei yochi zusetsu, „Ilustrovaný výklad západní geografie“), vydáno v 6 svazcích Masacunou Kacukim (朽木 昌綱, Kutsuki Masatsuna) roku 1798. Dílo je zeměpisným kompendiem pojednávajícím o západních zemích.[11]

### Astronomie
Zájem o evropskou astronomii se datuje od prvních kontaktů Japonska se Západem a právě znalosti astronomie svatého Františka Xaverského a dalších jezuitů se velkou měrou zasloužily o jejich rychlý úspěch. Pozornost v Japonsku vzbudily i četné spisy připisované odpadlému jezuitskému otci Cristovao Ferreirovi. Ten pod svým japonským jménem Sawano Chūan (沢野忠庵) sepsal i astronomické pojednání. Holanďané přivezli do Nagasaki poměrně velké množství astronomických map a glóbů. Tato astronomická díla pak japonští umělci v Nagasaki často dále kopírovali.
Nicméně když roku 1683 Šibukawa Harumi (渋川 春海, Shibukawa Harumi) vytvořil první kalendářní systém (tzv. 貞享暦, Jōkyō-reki) vycházel především z tradiční čínské astronomie, ačkoli několik elementů převzatých ze západního vědění také přijal. Jeho následovníci jakými byl např. Jošitoki Takahaši nebo Šigetomi Hazama byli západním světem ovlivněni více. Na konci 17. století došlo k významnému posunu v japonských astronomických znalostech, které byly z nizozemských pramenů čerpány. Nejdůležitějším faktorem v této souvislosti byl dovoz holandského vydání knih Jérôme Lalanda. Toto dílo se dostalo do rukou významného astronoma Jošitoki Takahašiho (高橋至時, Takahashi Yoshitoki), který je s pomocí několika kolegů a svého syna přeložil. Jeho synem byl Kagejasu Sakuzaemona Takahaši, který v pozdějších letech upadl v nemilosti kvůli tomu, že německému botanikovi a cestovali Sieboldovi daroval některé japonské mapy .
Keillovo astronomické pojednání bylo prostředkem, jak se japonští učenci mohli seznámit s Newtonovými a Napierovými teoriemi. Kalendářní reforma z období Tempo (1842) vděčila za mnohé značně zlepšeným znalostem domácích astronomů, které čerpali právě z nizozemských děl.

#### Příklady děl ovlivněných holandským učením

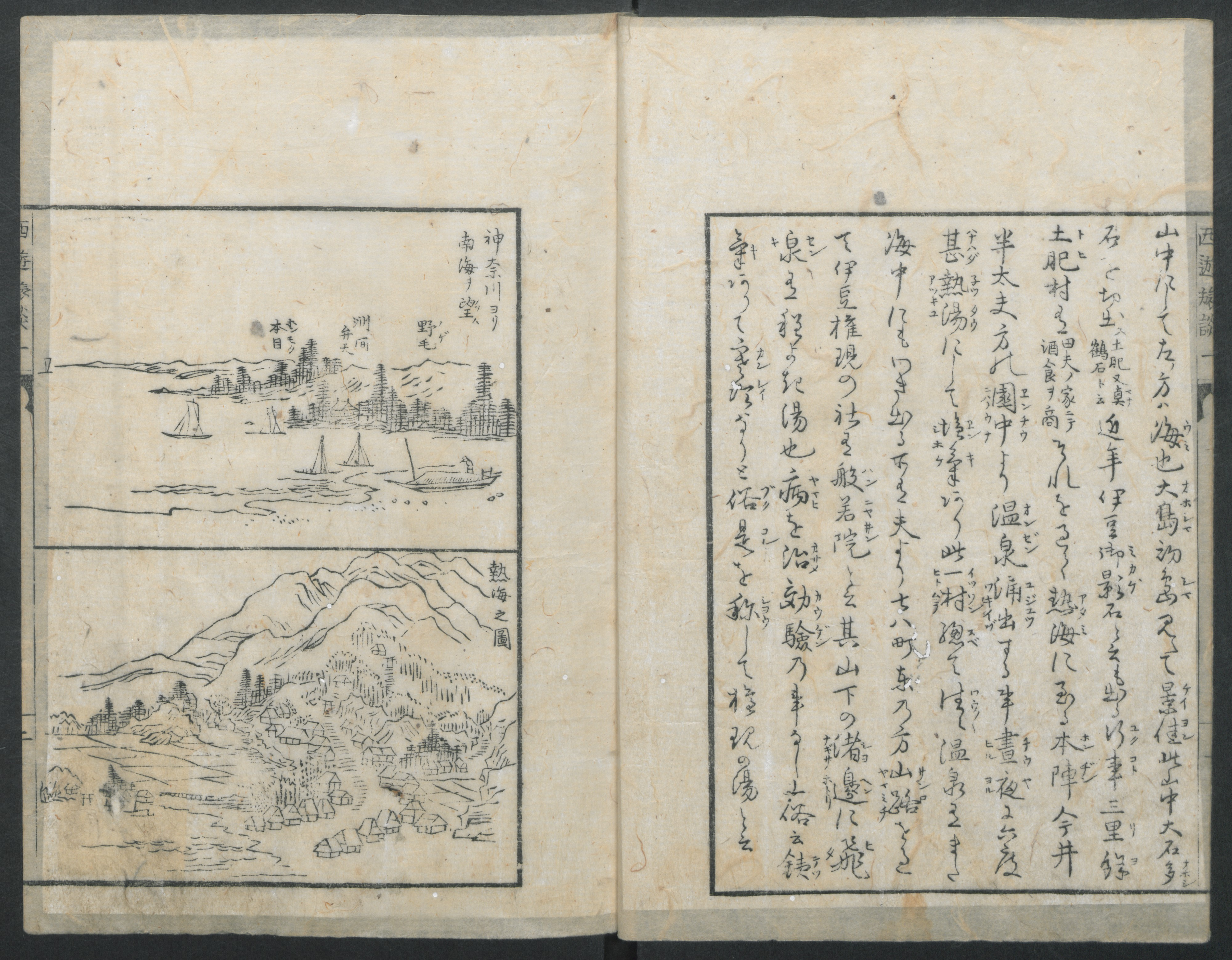
Ukázka ilustrací Kokan Šiby. Jedná se o deník cesty z Eda do Nagasaki.

- Ukázka ilustrací Kokan Šiby. Jedná se o deník cesty z Eda do Nagasaki.Doban Tenkyu Zenzu Mědirytina, kterou vytvořil Kókan Šiba (司馬 江漢, Shiba Kōkan) v Edu roku 1796.
- Tenmon Čibun Doban Zu Dvanáct barevných mědirytin znázorňující astronomické, zeměpisné a zoologické jevy s vysvětlujícími texty. Vytvořil je opět Kokan Šiba v Edu, v roce 1788. Zobrazují např. vyobrazení Slunce se slunečními skvrnami při pohledu astronomickým dalekohledem nebo podobný teleskopický pohled na Měsíc včetně jeho kráterů.
- Oranda Tensetsu od téhož autora, který tento jeden svazek vytvořil v Edu roku 1796. Tento jeden svazek je ilustrován četnými dřevoryty pocházejícími z evropských děl ilustrujících astronomické jevy, se zabývá ale i dalšími tématy jako např. potápěčský zvon.
- Kepler Tenmon Zukai od téhož autora, jedná se o dva svazky vydané v Edu roku 1808.[11]

### Medicína

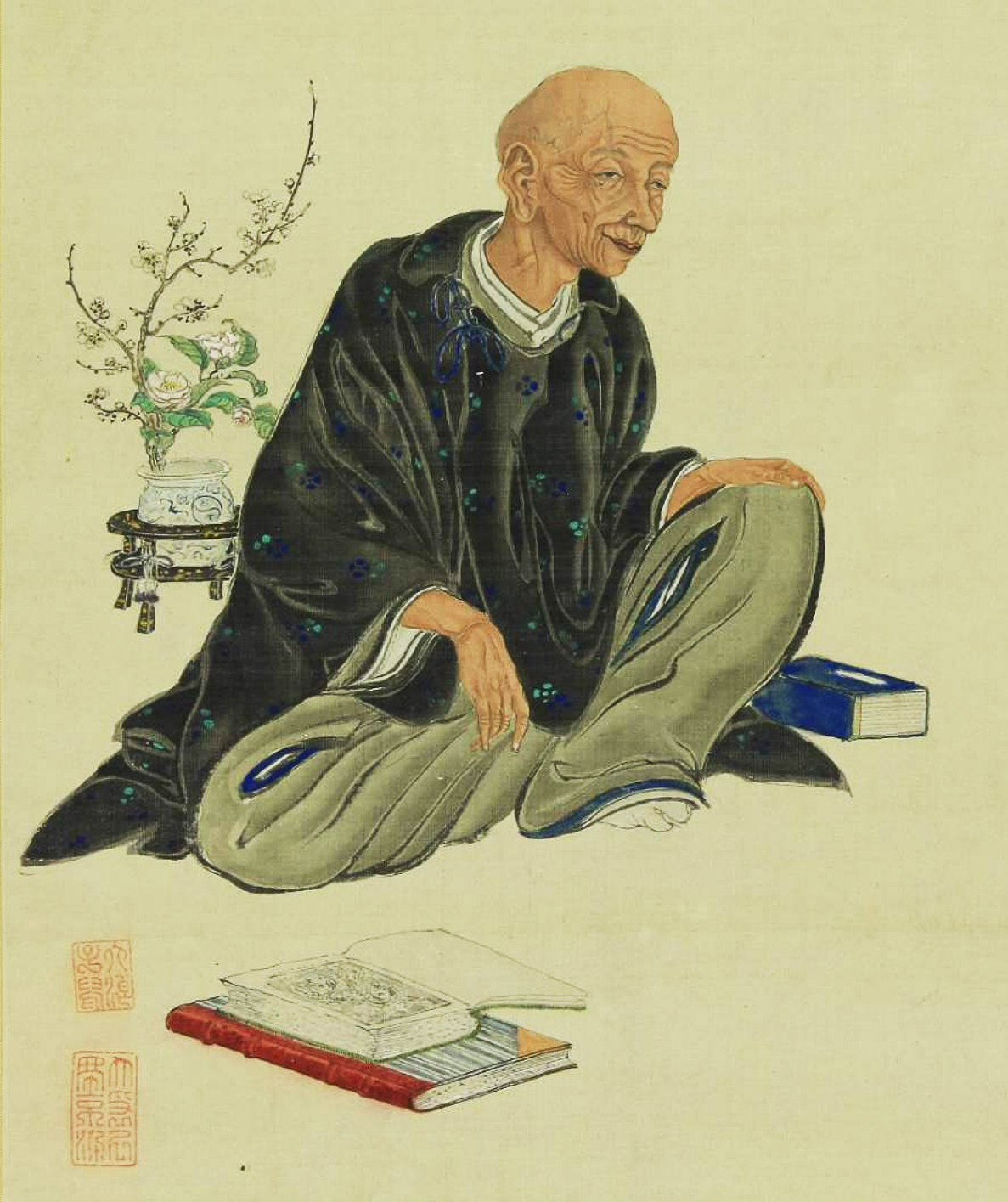
Japonský lékař a učenec Genpaku Sugita.

Studium a praxe západní medicíny a chirurgie v Japonsku se datuje od dob prvních kontaktů s Portugalci. Jejími prvními představiteli byli jezuitští misionáři v 15. století, z nichž někteří, jako například otec Luis d' Almeida, dosáhli v této oblasti značných úspěchů. Tento styl medicíny byl znám jako Namban-rjú neboli „škola jižních barbarů“, na rozdíl od rozšířenějších domorodých metod, které byly vzorem staleté čínské praxe.
S příchodem Holanďanů do Japonska se někteří domorodí lékaři začali věnovat studiu medicíny od Holanďanů, což bylo dále usnadněno přestěhováním holandské faktorie z Hirada do Dedžimy v roce 1641. Teorie vyučovaná Holanďany se nijak radikálně nelišila od toho, co hlásali portugalští misionáři. Byla však aktuálnější, neboť studium lékařství v Nizozemsku bylo v průběhu 17. století na poměrně vysoké úrovni. V každém případě byly školy pocházející z holandského původu označovány jako Oranda-(holandský) nebo Koma (zrzavý) - rjú, aby se odlišily od škol Namban (portugalského) nebo čínského původu.
V jistém smyslu začalo rangaku v medicíně jako skutečná věda až roku 1774 vydáním knihy Kaitai šinšo (解体新書, Kaitai Shinsho, Nová kniha anatomie), kterou překladem z nizozemštiny sestavil Genpaku Sugita. Na překladu se nejspíš podíleli i další japonští učenci, Rjótaku Maeno (前野良沢) či Jun'an Nakagawa (中川 淳庵). Kniha samožná je z velké části překladem díla Ontleedkundige Tafelen Johanna Adama Kulmuse. Překlad je ale doplněn o různé poznatky posbírané odjinud, např. o Veslingovu anatomickou koncepci.

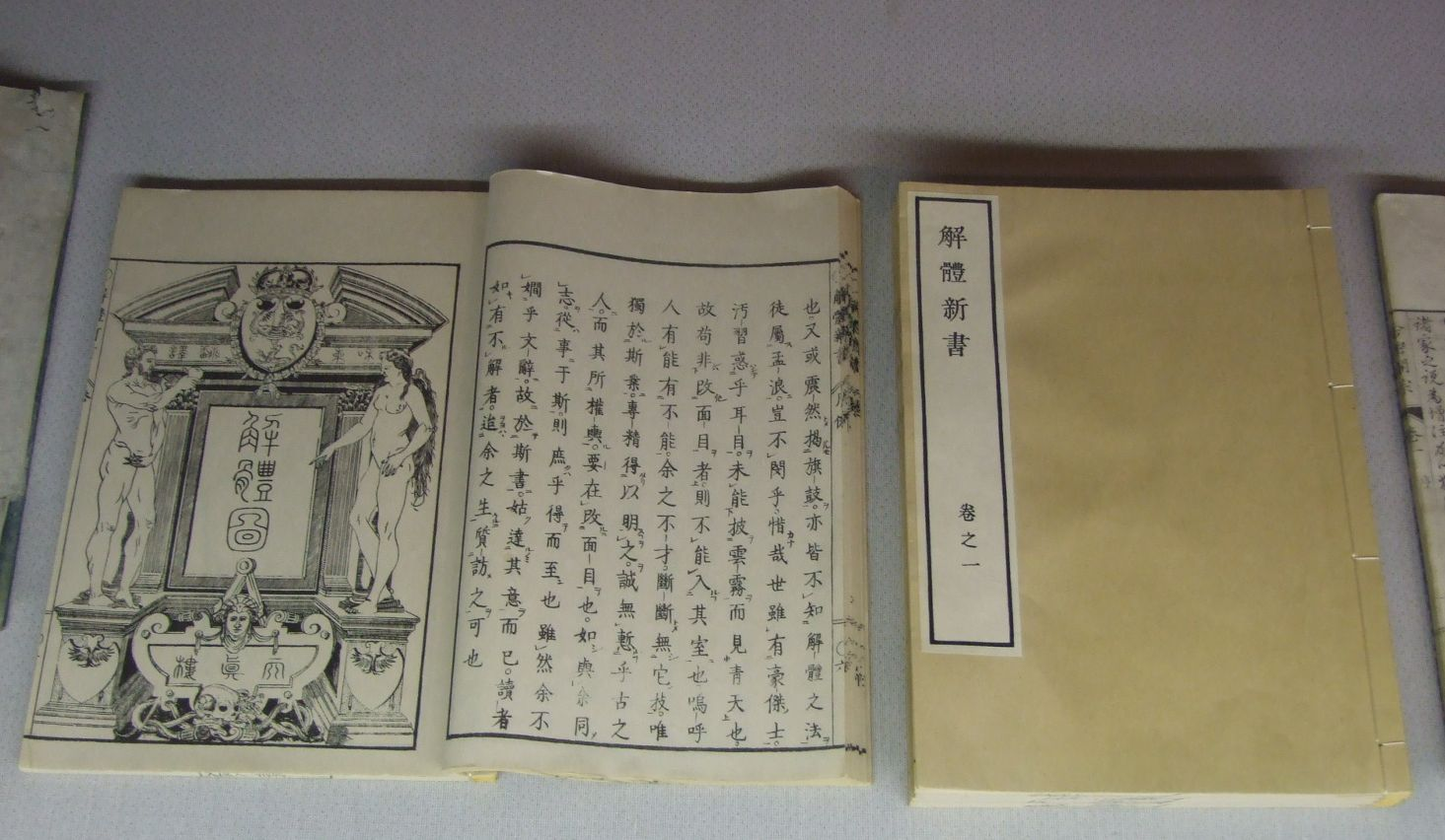
„Nová kniha anatomie“ (Kaitai šinšo, 1774), rozšířený japonský překlad anatomie od J. A. Kulmuse.

V následujícím období se v medicíně rozvinula zajímavá informační výměna vyvolaná trvalou poptávkou po chirurzích VOC, a to jak ze strany místních úřadů v Nagasaki, tak ze strany šógunátního dvora v Edu. Na faktorii VOC v Dedžimě přitom nepůsobilo skutečných doktorů medicíny mnoho. Jednalo se většinou spíše o lodní chirurgy. Skutečnými lékaři působícími v Dedžimě byli do konce 18. století pouze Willem ten Rhijne, Carl Peter Thunberg a Caspar Schamberger.
Ten Rhijne, vystudovaný lékař z Leidenu, přivezl do Evropy techniku japonské akupunktury. Mnohá jeho pozorování později potvrdil Engelbert Kämpfer.
Schamberger udělal v Japonsku takový dojem, že jeho žáci dokonce založili školu nazvanou „kasuparu-ryû geka“ (Casparova škola medicíny) a podle jím zanechaných poznatků vzniklo i několik učebnic, např. „Caspar dempō“ (Casparovy postupy).
Dalšími významnými lékaři na poli západní medicíny v Dedžimě byli Daniel Busch v letech 1662-1664 a Willem Hoffman v letech 1671-1675, později pak např. Philipp Siebold.
Medicína se v Japonsku rozvíjela velmi rychle. 13. října 1804 provedl chirurg Hanaoka Seishū (1760-1835) jako první na světě celkovou anestezii při operaci rakoviny prsu (mastektomii). Použil anestetikum bylo vyvinuté na základě čínských bylin, které zpočátku vedlo k necitlivosti na bolest a poté k bezvědomí. K tomuto průlomovému úspěchu došlo více než čtyřicet let před prvními západními pokusy s diethyletherem (1846) a chloroformem (1847), které provedli Crawford Long, Horace Wells a William Morton.